# Domenico Capitanio
Don Domenico Capitanio (Monopoli, 11 maggio 1814 – Monopoli, 6 febbraio 1899) è stato un abate, predicatore e scrittore italiano.

## Biografia

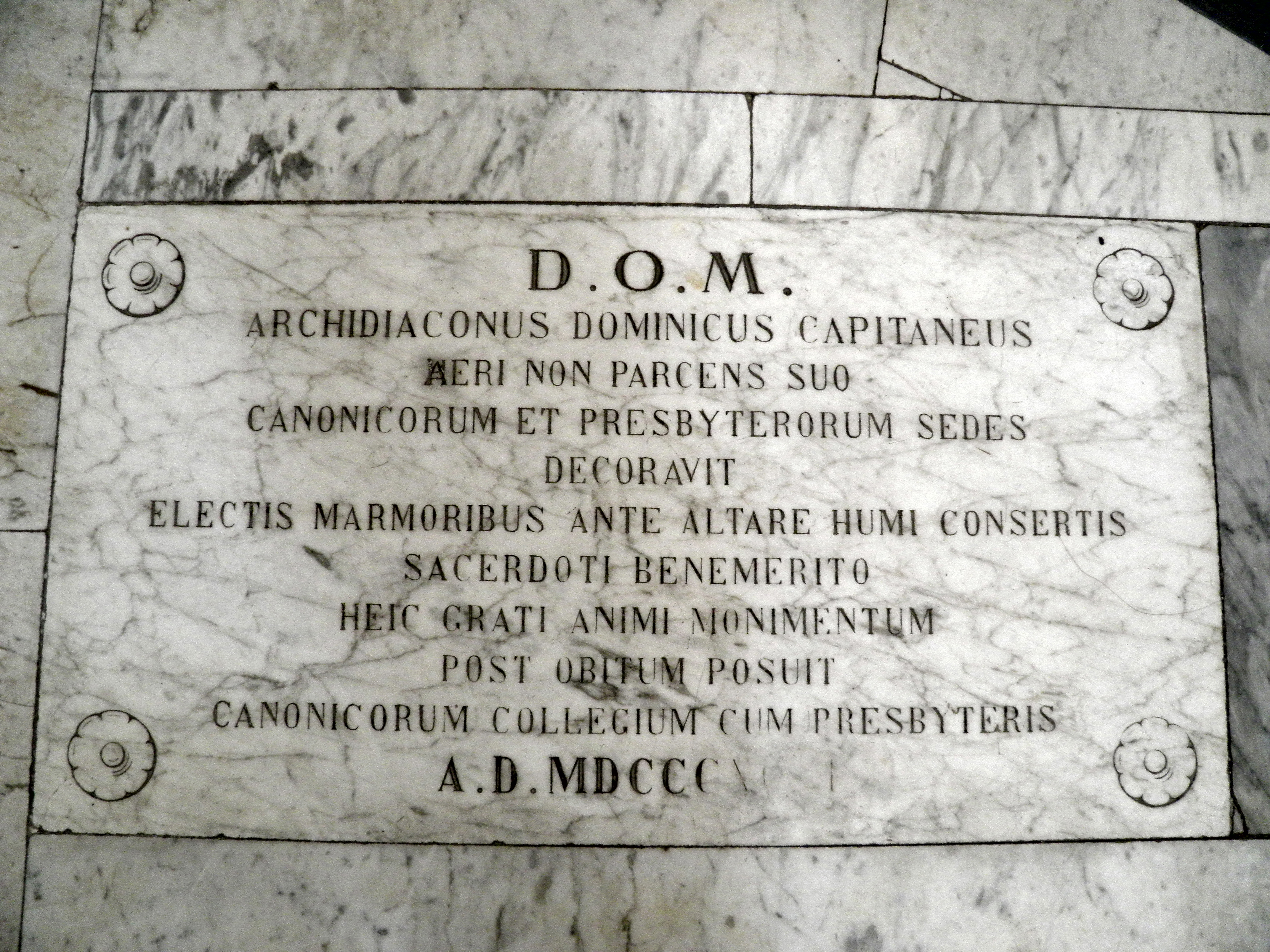
Lapide commemorativa delle opere marmoree di arricchimento del presbiterio della Cattedrale di Monopoli.

Nacque a Monopoli l'11 maggio 1814, figlio di Vito Antonio Capitanio e Anna Michela di Mola, esponenti della ricca borghesia locale. Compì gli studi letterari, filosofici e teologici nel Seminario Vescovile di Monopoli, il 1850 fu nominato abate della chiesa di S. Pietro. Per le sue qualità di letterato e studioso ebbe anche l'incarico di responsabile della grande e caotica raccolta di manoscritti, denominata la “Selva d'oro”, al tempo custodita nell'archivio parrocchiale della chiesa.
La custodia e l'integrazione documentale di questo patrimonio storico culturale era da oltre due secoli esclusivo compito degli abati di S. Pietro. La "Selva d'oro" è attualmente conservata nell'Archivio Diocesano Unico di Monopoli. Fu redatta nella forma attuale, utilizzando fondi archivistici più antichi, dall'Abate di S. Pietro Leonardo Cirulli intorno all'inizio del XVII secolo, probabilmente nel 1611, e fa riferimento anche ad avvenimenti di secoli precedenti. È costituita da ventotto grossi volumi manoscritti che contengono senza ordine di sorta preziose notizie di interesse pubblico e privato, relative soprattutto alla città.
Posta in piazza Palmieri, in medio urbis, la chiesa di San Pietro, è sempre stata considerata dalla tradizione popolare, la più antica di Monopoli e quella che per prima ha accolto la predicazione di san Pietro. Questo suo particolare rapporto con l'immaginario collettivo della collettività ne ha fatto il luogo naturale dove conservare i documenti e le memorie storiche della città, dei generi più vari, prevalentemente privati ma anche pubblici. Nel tempo gli abati di San Pietro si sono quindi trovati a gestire un archivio sempre più importante fino a raggiungere le dimensioni e la qualità della Selva d'Oro. Il Capitanio con nomina vescovile fu nominato giudice e tutore del comportamento morale dei sacerdoti della Diocesi.
Si interessò al completamento della Cattedrale di Monopoli, facendo realizzare a sue spese le ricche decorazioni marmoree del presbiterio, indispensabile supporto cromatico alle complesse volumetrie interne. Oratore e scrittore fecondo, lasciò molte e interessanti opere, elaborate tra il 1840 e il 1885, tutte manoscritte, raccolte nell'archivio della famiglia Capitanio. Tra di esse un trattato di estetica, un trattato di morale, un programma per esercizi spirituali per ecclesiastici, due opere poetiche in greco e latino, una raccolta di prediche per la quaresima, un'efficace invettiva contro la maldicenza, alcuni scritti che denomina casus moralis e un interessante epistolario.
Morì a Monopoli, sua città natale, il 6 febbraio 1899.

## Fonti
- Archivio dell'Abate Domenico Capitanio, e Archivio della Famiglia Capitanio, conservati presso lo Studio di Architettura Capitanio, piazza Palmieri n.6-7 Monopoli
- Iscrizione lapidea inserita nel pavimento marmoreo in corrispondenza del lato destro del presbiterio della Cattedrale di Monopoli
- Note di L. Pepe, su Notizie storiche ed archeologiche dell'antica Gnathia, Ostuni, 1882, (vedi bibliografia) per quanto attiene l'attenta gestione della "Selva d'Oro" da parte del Capitanio e la sua competenza in materia storico archeologica.